# NA-4244
La  NA-4244  es una carretera local perteneciente a la Red de Carreteras de Navarra que se inicia en PA-30 y termina en Ansoáin. Tiene una longitud de 0,28 kilómetros.